# Liste de groupes touaregs
Liste de groupes touaregs présents au Mali, au Niger, en Libye et en Algérie composant l'ensemble touareg :
- Tamanokla, appelées sultanat  ou simplement groupement politique,
- tawchet, désignant la tribu, elle-même divisée en fractions
- Notons des sous groupe ( sou tawchet) notamment pour le groupe kel'laway ou on les Makitanawa (Makitan)  actuellement dans la zone de Zinder (Takieta, Matameye),  Tassawa, ..) et Tagamawa (Tegama) actuellement installs dans la zone de Dakoro, Tassawa, Tanout...

## Principaux sultanats touaregs

### En Libye
- Kel Ajjer dans la région du Fezzan, entre Ghat et Ubari ;

### En Algérie
- Kel Ahaggar, dans les montagnes du Ahaggar, dans la wilaya de Tamanrasset ;
- Kel Ajjer, à cheval entre la Libye et l'Algérie, répartis sur le Tassili n Ajjer, dans la wilaya d'Illizi ;

### Au Niger
- Ouelleminden Kel Denneg (« ceux de l’est »), appelés aussi Tagaraygarayt (le centre), dont le fief se trouve dans la région de Azawagh, vers Abalak, Tchin-Tabaraden et Tahoua, au Niger ;
- Kel Gress, Kel Temisguida ou Mousgou dans le Damergou (Tanut) ;
- Kel Aïr, dans les montagnes de l’Aïr, dont les grandes villes sont Agadez, Timia et Iférouane au Niger
- Les Touaregs du fleuve, dans la boucle du Niger

### Au Mali
- Kel Adagh, dans l'Adrar des Ifoghas au Mali.
- Imididaghane dans la boucle du Niger Arabanda, Hawssa, avec pour centre Gao, Tombouctou, au Mali ;
- Ouelleminden Kel Ataram (ceux de l’ouest) avec pour centre Ménaka au Mali ;

## Tribus touarègues
- Ait Awari (imazwaghan de Tagaraygarayt, région de l'Azawak, Niger)
- Awraghan
- Imididagh (Kel Adagh, Ihadakatane, Kel Alkitt, Kel Gossi, Kel Agheriss, Kel Serrere, Ilokane, Imididaghane Tin Bouctou, Ighinaghissane)
- Tribus Kel Oulli Beïdodji AG Iknadogas
- Alwalitan (Imazwaghan de Tagaraygarayt, région de l'Azawak, Niger)
- Ashsharifan (Imazwaghan de Tagaraygarayt, région de l'Azawak, Niger)
- Kel Aghlal (Ibarkorayan de Tagaraygarayt, région de l'Azawak, Niger)
- Dabbakar (Tagaraygarayt, région de l'Azawak, Niger)
- Bogoliten
- Itaguane
- Daoussahak (Tagaraygarayt, région de l'Azawak)
- Idnan
- Ibouhan
- Ibarogane
- Ifoghas
- Iherherane (Ouelleminden
- Kaltalmane
- Kel Denneg, région de l'Azawak)
- Ilabakkan (Ouelleminden Kel Denneg, région de l'Azawak)
- Kel Nan (Ouelleminden Kel Denneg, région de l'Azawak)
- Teggermet (Ouelleminden Kel Denneg, région de l'Azawak)
- Tellem Edes (Ouelleminden Kel Denneg, région de l'Azawak)
- Irawalan (Ouelleminden Kel Denneg, région de l'Azawak)
- Igdalane
- Ihaggarane
- Ikazkazan
- Ijawanjawatane (Imazwaghan de Tagaraygarayt, région de l'Azawak)
- Ikanawan (Tagaraygarayt, région de l'Azawak)
- Imalhaya (Tagaraygarayt, région de l'Azawak)
- Ikanawan (Tagaraygarayt, région de l'Azawak)
- Izawitan (Imazwaghan de Tagaraygarayt, région de l'Azawak)
- Igoran (Tagaraygarayt, région de l'Azawak)
- Imanghasatan (Imanrhasaten, région de Ghadamès et Fezzan, Libye)
- Imannan
- Imaqqarghasan (Imeqqerrhesen, région du Tadrart, Algérie)
- Ihadanharan, région Erg Admer, Algérie
- Lisawan  (Keita, Illela, région de l'Ader et sont originaires de l'Aïr)
- Kel Djanet, région Tassili n'Ajjer
- Kel Essuk
- Kel Iherir, région Tassili n'Ajjer
- Kel Itunen, région Tassili n'Ajjer: Tamadjert
- Kel Meddak, région Tassili n'Ajjer, entre Djanet et Iherir
- Kel Awey ou Kel Owey (Nord du Niger, Aïr)
- Kel Faday
- Kel Ferwan (Aïr)
- Kel Ghala
- Kel Ansar
- Kel Tadaley
- Kel Tafidat
- Kel Takriza
- Kel Terourit, région Tassili n'Ajjer, ouest d'Illizi
- Kel Tobran, région Tassili n'Ajjer
- Kel Tin Alkum, région de Murzuq, Libye
- Kel Ghat
- Taitoq
- Taouary
- Oudalan
- Urarhen, région d'Illizi, Algérie et à l'est de Ghat, Libye